# Мукашбеков, Дастан Муратович
Дастан Муратович Мукашбеков (каз. Дастан Мұратұлы Мұқашбеков; род. 31 мая 1990 года, Караганда) — казахстанский спортсмен-паралимпиец, специализирующийся в толкании ядра в классе F36. Бронзовый призёр летних Паралимпийских игр 2024 в Париже.

## Биография
На чемпионате мира 2019 года в Дубае с результатом 12,20 м занял 9-е место. В 2021 году на Паралимпиаде-2020 в Токио стал 6-м с результатом 13,24 м.
В 2023 году завоевал «золото» Азиатских Параигр 2022 в Ханчжоу (15,74 м) и «бронзу» на чемпионате мира в Париже (15,74 м). На чемпионате мира 2024 года в японском городе Кобе был 5-м (14,99 м).
4 сентября 2024 года принял участие на летних Паралимпийских играх в Париже. Толкнув ядро на 16,00 м, установил новый рекорд Азии и завоевал бронзовую медаль Паралимпиады. Эта медаль стала первой в лёгкой атлетике в истории участия Казахстана на Паралимпийских играх.

## Награды
- Орден «Курмет» (14 сентября 2024 года)[3]